# 碘酸铽
碘酸铽是一种无机化合物，化学式为Tb(IO3)3。它可由高碘酸铽和高碘酸在水中于160 °C反应得到，或由硝酸铽或氯化铽和碘酸于200 °C进行水热反应制得。它可以以单斜晶系P21/c空间群结晶，晶胞参数a=7.102，b=8.468，c=13.355 Å，β=99.67°。